# Bataille de Tarin Kôt
Guerre d'Afghanistan
La bataille de Tarin Kôt a lieu pendant la guerre d'Afghanistan en 2016.

## Prélude
En février et mars, les forces gouvernementales afghanes sont en difficulté dans les provinces du Helmand et d'Orozgân. Lashkar Gah, la capitale du Helmand est menacée par les talibans, et la défendre l'armée et la police afghane abandonnent plusieurs districts dans ces deux provinces.

## Déroulement
Le 7 septembre 2016, les taliban s'emparent de plusieurs avant-postes des forces de sécurité et parviennent ainsi à sept kilomètres de Tarin Kôt, la capitale de la province d'Orozgân. Le 8 septembre, les taliban entrent dans la ville. Sur les réseaux sociaux, ils appellent les membres des forces gouvernementales à se rendre sans conditions et promettent en échange de faire preuve d'indulgence. 
Les combats s'engagent pour le contrôle du siège de la police et celui du NDS, l'agence de renseignement. Les autorités de la ville réclament des renforts d'urgence. Karim Khademzai, chef du conseil provincial d'Orozgân, déclare alors à l'AFP que : « Si des renforts n'arrivent pas, la ville va tomber aux mains des talibans ». Le porte-parole du président Ashraf Ghani, Shahhussain Murtazawi, annonce alors que : « Des renforts ont atteint la province, et le chef de la police locale et les responsables provinciaux sont au front pour combattre l'ennemi ».
Les combats provoquent la fuite de nombreux civils. Le 9 septembre, l'aviation américaine intervient et mène trois raids dans la province d'Orozgân, mais les taliban tiennent toujours les faubourgs et ne sont qu'à quelques centaines de mètres du cœur administratif de la ville. Les défenseurs de Tarin Kôt reçoivent cependant des renforts et parviennent à repousser les taliban, qui continuent cependant d'encercler la ville. Le soir du 10 septembre, l'armée afghane engage une offensive qui repousse les insurgés

## Les pertes
Selon Abdul Karim, chef du conseil régional, sept soldats et 30 taliban sont tués dans la nuit du 8 au 9 septembre. Le 11 septembre, Dost Mohammad Nayab, porte-parole du gouverneur de la province, déclarent que plusieurs dizaines de talibans ont été tués, tandis que les pertes de la police sont de 13 morts et 20 blessés.